# Starsiege: Tribes
Starsiege: Tribes est un jeu vidéo de tir à la première personne développé par Dynamix et édité par Sierra On-Line, sorti en 1998 sur Windows.

## Accueil
- GameSpot : 8,6/10[1]